# Microrégion du Meia Ponte
La microrégion du Meia Ponte est l'une des six microrégions qui subdivisent le sud de l'État de Goiás au Brésil.
Elle comporte 21 municipalités qui regroupaient 349 451 habitants en 2006 pour une superficie totale de 21 166 km2.

## Municipalités[1]
- Água Limpa
- Aloândia
- Bom Jesus de Goiás
- Buriti Alegre
- Cachoeira Dourada
- Caldas Novas
- Cromínia
- Goiatuba
- Inaciolândia
- Itumbiara
- Joviânia
- Mairipotaba
- Marzagão
- Morrinhos
- Panamá
- Piracanjuba
- Pontalina
- Porteirão
- Professor Jamil
- Rio Quente
- Vicentinópolis